# 1811 dans les chemins de fer
Chronologie des chemins de fer
1810 dans les chemins de fer - 1811 - 1812 dans les chemins de fer

## Évènements
- Angleterre, John Blenkinsop dépose le brevet n° 3431 qui concerne une locomotive avec une roue supplémentaire dentée en lien avec un troisième rail[1].

## Décès
- x